# Еоархей
Еоархе́й — перша геологічна ера архейського еону. Еоархей охоплює проміжок часу від 4,0 до 3,6 млрд років тому, тривав 400 млн років. Еоархейська ера почалась після гадейського еону та передувала палеоархейській ері.

## Геологія
В епоху еоархею відбулось затвердіння земної кори, однак її формування ще остаточно не завершилось, в багатьох місцях лава все ще виходила на поверхню. На початку еоархею тривало часте падіння на Землю астероїдів, це був час завершення так званого пізнього важкого бомбардування.
Еоархей — перша ера, від якої збереглися найдавніші гірські породи. Найбільшою подібною формацією є формація Ісуа на південно-західному узбережжі Гренландії, вік якої оцінюється в 3,8 млрд років.
В епоху еоархею утворилася гідросфера Землі, проте води на Землі було порівняно небагато і єдиного океану ще не існувало, водні басейни існували ізольовано один від одного, при цьому температура води в них доходила до 90 C°.
Атмосфера істотно відрізнялася від сучасної і характеризувалася високим вмістом CO2 і низьким вмістом азоту. Кисень в атмосфері практично був відсутній. Щільність і тиск атмосфери також були значно вище за сучасні.
Наприкінці еоархею почалося формування першого суперконтиненту Ваальбара.

## Біологія
Наприкінці еоархею з'явилися перші примітивні одноклітинні без'ядерні живі істоти — прокаріоти. Орієнтовний період абіогенного походження життя датується проміжком від 4,0 до 3,6 млрд років тому, коли рівень атмосферного тиску коливався від 100 до 10 бар. До еоархею відносяться найдавніші строматоліти — викопні продукти діяльності ціанобактеріальних спільнот.